# Marian Radomski

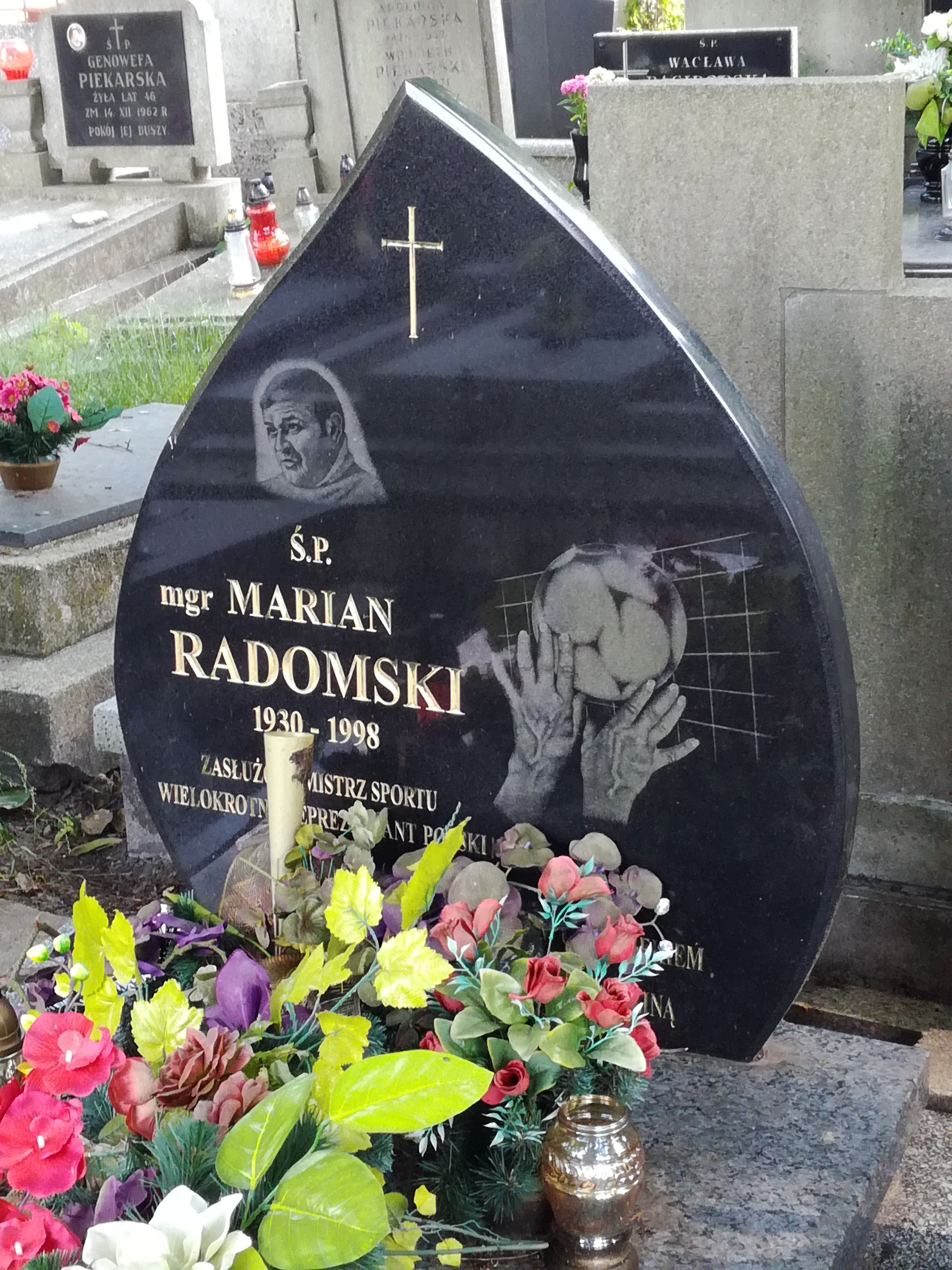
Grób Mariana Radomskiego na Starym Cmentarzu w Łodzi

Marian Radomski, używał imienia Marek (ur. 14 sierpnia 1930 w Gdańsku, zm. 23 listopada 1998 w Łodzi) – polski siatkarz, mistrz i reprezentant Polski.

## Kariera sportowa
Karierę sportową rozpoczął w AZS Łódź, od 1951 reprezentował barwy CWKS Warszawa, z którym zdobył brązowy medal mistrzostw Polski w 1952. W 1953 została zawodnikiem AZS Warszawa. Z tą drużyną wywalczył mistrzostwo Polski w 1953, 1954, 1955 i 1956. Następnie powrócił do łódzkiego AZS-u, gdzie od 1962 występował jako grający trener. Prowadził także inne zespoły AZS Łódź. M.in. z juniorami wywalczył wicemistrzostwo Polski w 1958, a kobiecą drużynę seniorską wprowadził w 1961 do II ligi.
W reprezentacji Polski debiutował 24 kwietnia 1952 w towarzyskim spotkaniu z zespołem Wissenschaft Halle. Wystąpił m.in. na mistrzostwach świata w 1952 (siódme miejsce) i 1956 (czwarte miejsce), mistrzostwach Europy w 1955 (szóste miejsce) i 1958 (szóste miejsce). Ostatni raz w biało-czerwonych barwach zagrał 11 września 1958 w meczu mistrzostw Europy z Rumunią. W 1959 wystąpił jeszcze w akademickiej reprezentacji Polski na Uniwersjadzie w Turynie, zdobywając brązowy medal. Łącznie w I reprezentacji Polski zagrał w 117 spotkaniach, w tym 103 oficjalnych.
Po zakończeniu kariery był instruktorem siatkówki w Łodzi i nauczycielem wychowania fizycznego w Szkole Podstawowej nr 91 w Łodzi.
Jego żoną była siatkarka i lekkoatletka Anna Hofmokl.
Pochowany na Starym Cmentarzu przy ul. Ogrodowej w Łodzi, w części katolickiej.